# Maiaca
Maiaca é um posto administrativo do distrito de Maúa, província do Niassa em Moçambique.
De acordo com o censo da população de 2007, o posto administrativo, constituído por uma só localidade (Maiaca-Sede), tinha uma população de 15 556 habitantes.
Em Maiaca existe, desde 1947, uma missão católica fundada e ainda gerida pela Consolata.
Em agosto de 2016, a povoação foi atacada, alegadamente pela Renamo, no contexto do conflicto em torno do resultado das eleições gerais de 2014. Foram atingidos o posto de saúde, o posto policial e a residência do chefe do posto.